# مرشح استقطابي

مرشح استقطابي في أوضاع مختلفة أمام مصدر ضوء مستقطب LCD.لاحظ أن زاوية الحركة= 90 درجة.

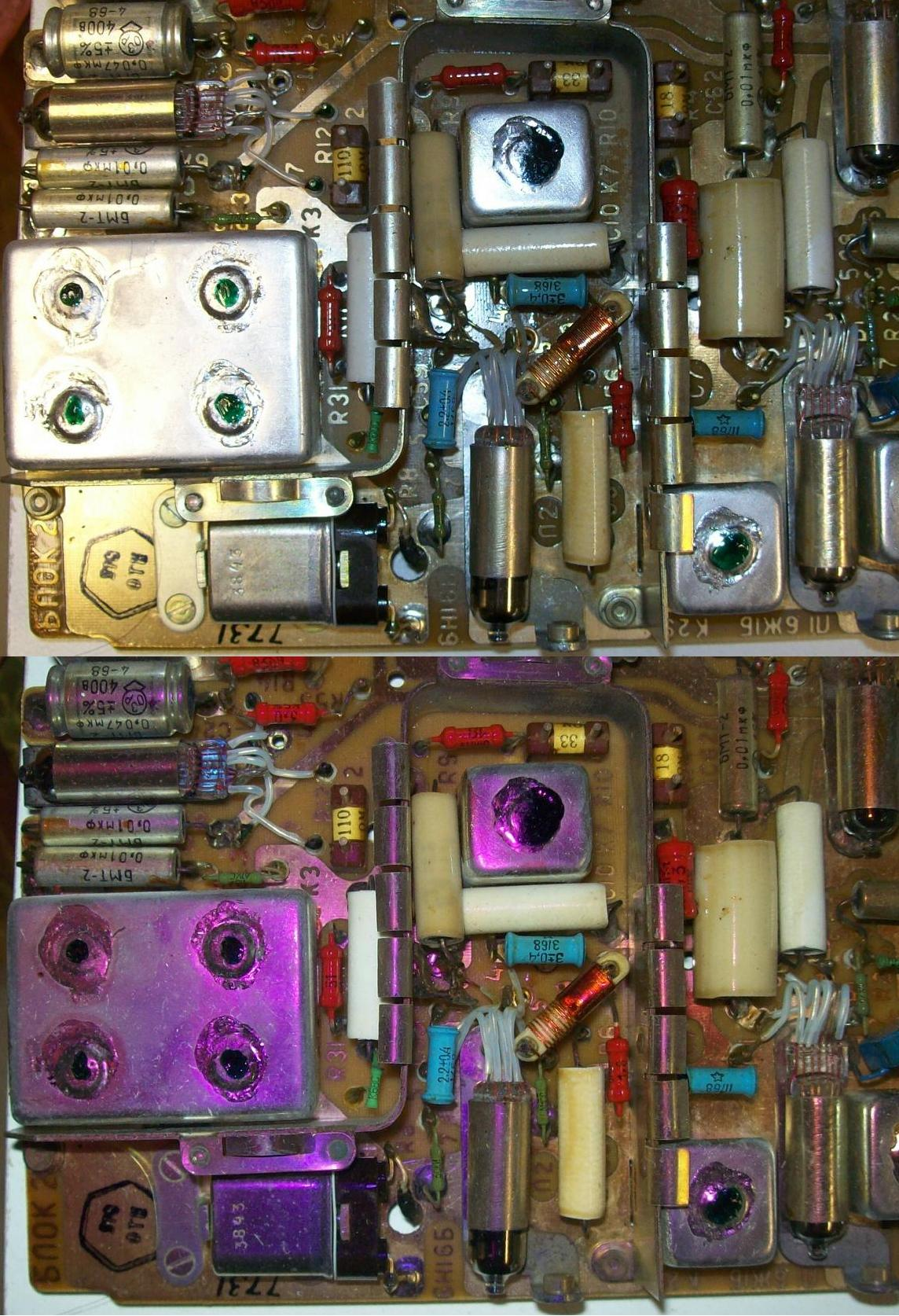
صورتان بالفلاش، فوق بدون مرشح / تحت: بمرشح. يمنع المرشح ظهور بريق الفلاش

مرشح استقطابي في البصريات (بالألمانية : Polarisationsfilter) وبالفرنسية Polariseur هو مرشح ضوئي يمتص جزء من الضوء مماثل لاتجاه استقطاب المرشح.

## مرشح استقطابي خطي
يتكون المرشح الاستقطابي الخطي من رقائق شفافة تُشد في اتجاه معين. ويعمل ذلك الشد على توجيه الجزيئات في الرقيقة في اتجاه موازي لاتجاه الشد. ثم تُطعم أو تُشوب الرقيقة باليود الذي تستطيع شحناته الكهربائية الحركة في اتجاه سلسلة الجزيئات، ولا تستطيع الحركة في الاتجاه العمودي عليها. يعمل هذا النظام على امتصاص المجال الكهربي للضوء الموازي لسلسلة الجزيئات.
وذلك النوع من المرشحات معروف تحت اسم بولارويد.

## فائدته
يمنع استخدام المرشح الاستقطابي ظهور بريق الفلاش في الصور ويقلل من ظهور الانعكاس في الصور، مثل صور البحر.

## كيفية عمله

المستقطب في هيئة شبكة مصبّعة يسمح بنفاذ الموجة المهتزة عرضيا في نفس اتجاه فتحات الشبكة ويمنع الأشعة الأخرى المهتزة في اتجاهات أخرى.

يتكون الضوء من موجات كهرومغناطيسية تنبعث من مصدر ضوئي من أشعة يهتز فيها المجال الكهربائي عرضيا - أي عموديا على اتجاه انتشار الضوء (في الشكل من اليسار إلى اليمين). وتكون تلك الأشعة غير مستقطبة، بمعنى أن اهتزاز كل شعاع يمكن ان يتخذ أي اتجاه في الفراغ والمهم أن اهتزازه يكون عرضيا. في هذه الحالة يتذبذب المجال الكهربى للضوء الغير مستقطب في جميع الاتجاهات مع كونه متعامدا مع اتجاه انتشار الضوء. وعند مرور هذا الجمع من الأشعة خلال مرشح استقطابي، ويتمثل في الشكل في هيئة الشبكة المصبعة، فإن فتحات الشبكة لا تسمح بمرور إلا تلك الأشعة التي يهتز مجالها الكهربائي عرضيا وموازيا للفتحات. اشعة الضوء النافذة من ذلك المرشح المستقطب نسميها أشعة مستقطبة، وفي حالتنا هذه يكون اتجاه استقطابها رأسيا.
وعادة لا نذكر المجال المغناطيسى للشعاع الضوئي للسهولة، حيث أنه دائما عمودى على المجال الكهربى.

## توضيح الألوان وزيادة التباين
تبين الأمثلة الآتية الصورة قبل وبعد استخدام المرشح الاستقطابي عند التصوير. ويلاحظ أن ألوان السماء والبحر تزداد وضوحا كما يزيد التباين بين الغامق والفاتح. حتى أن أوراق الشجر تكتسب لونا بسبب أن انعكاس الضوء عليها يقل بفعل المرشح الاستقطابي.
| بدون مرشح استقطابي | الصورة بالمرشح الاستقطابي |
| ------------------ | ------------------------- |
|                    |                           |
|                    |                           |
|                    |                           |

## اقرأ أيضا
- مرشح أشعة تحت الحمراء
- مرشح أشعة فوق البنفسجية
- مزج ضوئي
- كهروضوئيات
- تباين (بصريات)
- قياس الاستقطاب